# Ореховский район (Акмолинская губерния)
Оре́ховский район — административно-территориальная единица Акмолинской губернии Киргизской АССР, существовавшая в 1921—1922 годах.
Районный центр — село Орехово.

## История
1 октября 1921 года из южной части Омского уезда Омской губернии отошло 15 волостей, образовавшие 28 октября 1921 года Ореховский район в составе Акмолинской губернии.
В район входило 15 волостей: Алаботинская (кочевая), Добровольская, Дробышевская, Койтасская, Котельниковская, Курганская (кочевая), Кызылагачская (кочевая), Николаевская (кочевая), Ново-Санжаровская, Ореховская, Покровская (кочевая), Русско-Полянская, Степановская, Текинская (кочевая), Черноусовская.
В 1921—1922 годах Курганская волость была переименована в Каройскую, Покровская — в Киреевскую.
11 апреля 1921 года Котельниковская волость переименована в Сладковскую.
10 мая 1922 года Сладковская волость вновь переименована в Котельниковскую.
10 мая 1922 года Ореховский район был ликвидирован, а из его волостей был образован Черлакский уезд.

## Административно-территориальное деление
- Алоботинская волость (кочевая волость)
- Добровольская волость (село Добровольское)
- Дробышевская волость (село Дробышево)
- Каройская волость (кочевая волость)
- Киреевская волость (кочевая волость)
- Койтасская волость (кочевая волость)
- Котельниковская волость (село Котельниковское)
- Курганская волость (кочевая волость)
- Кызылгакская волость (кочевая волость)
- Николаевская волость (кочевая волость)
- Ново-Санжаровская волость (село Ново-Санжаровское)
- Ореховская волость (село Ореховское)
- Покровская волость (кочевая волость)
- Русско-Полянская волость (станица Русско-Полянская)
- Сладковская волость (село Сладковское)
- Степановская волость (станица Степановская)
- Текинская волость (кочевая волость)
- Черноусовская волость (село Черноусовка)